# مانويل أنطونيو ميركادو
مانويل أنطونيو ميركادو (بالإسبانية: Manuel Antonio Mercado)‏ هو محامي مكسيكي، ولد في 28 يناير 1838 في La Piedad ‏ في المكسيك، وتوفي في 9 يونيو 1909.